# Paulinho Cascavel
Paulinho Cascavel, właśc. Paulo Roberto Bacinello (ur. 29 września 1959 w Cascavel) – brazylijski piłkarz występujący na pozycji napastnika. 

## Kariera
Cascavel karierę rozpoczynał w zespole Cascavel. Następnie grał w drużynach Criciúma, Joinville oraz Fluminense FC, a w 1984 roku przeszedł do portugalskiego FC Porto. Spędził tam sezon 1984/1985, podczas którego zdobył z zespołem mistrzostwo Portugalii. W 1985 roku odszedł do Vitórii Guimarães. W sezonie 1986/1987 został królem strzelców pierwszej ligi portugalskiej oraz Pucharu UEFA.
W 1987 roku Cascavel przeszedł do Sportingu. W sezonie 1987/1988 ponownie został królem strzelców pierwszej ligi portugalskiej. Był też najlepszym strzelcem Pucharu Zdobywców Pucharów. Graczem Sportingu był przez trzy sezony. W 1990 roku odszedł do Gil Vicente, gdzie w 1991 roku zakończył karierę.